# 鸡鸣城遗址
鸡鸣城遗址位于湖北省荆州市公安县狮子口镇龙船嘴村和王家厂村交界处的鸡叫城，是一处新石器时代城址，是全国重点文物保护单位。
1996年荆州博物馆调查发现该城址。2014年11～12月，荆州博物馆受公安县博物馆委托对该遗址开展考古勘探，对城址南城垣进行了试掘，基本探明鸡鸣城遗址的分布范围、文化堆积状况，基本明确了城垣构造及修筑的相关年代。鸡鸣城所在的公安县地处江汉平原和洞庭湖平原之间的衔接地带。鸡鸣城一名载于清同治《公安县志》，当代称为鸡叫城。鸡鸣城位于合顺大垸的南部一个狭小的平原上，合顺大垸由洈水河北堤和松滋西河西堤所围成。鸡鸣城南距洈水河约2公里，大致呈不规则的圆角梯形，南北长约500米，东西宽约400米，面积约15万平方米。城垣大都保存较好，仅东北部缺失。城垣周长约1100米，顶宽约15米，底宽约30米，高约2-3米。城址中部有一块高出周围约1米的台地，当地人称为沈家大山，面积约4万平方米，文化层堆积厚度约2米。在鸡鸣城内采集到的文物以陶器为主，根据这些陶器的特征分析，鸡鸣城遗址应属于屈家岭文化。

## 文物保护情况
2002年11月7日，以“鸡鸣城遗址”的名义被湖北省人民政府列为第四批湖北省文物保护单位；2006年5月25日，以“鸡鸣城遗址”的名义被中华人民共和国国务院列为第六批全国重点文物保护单位。
其作为文物的保护范围为：鸡鸣城遗址及周围一定范围。四至：东面至小水塘，西面至滚岗堤，南面至遗址南门外小路，北面至大新堰小路。
其作为文物的建设控制地带为：以保护范围四至为界，四周向外各延伸100米。